# 高田祐彦
高田 祐彦（たかだ ひろひこ、1959年 - ）は、日本中古文学研究者。学位は、文学博士（東京大学・2004年）（学位論文『源氏物語の文学史』）。青山学院大学文学部日本文学科教授。東京都生まれ。妻は俳人の高田正子。

## 学歴
- 1983年 東京大学文学部国文科卒業
- 1988年 東京大学大学院人文科学研究科国語国文学専門課程博士課程中退

## 職歴
- 1988年 東京大学文学部助手
- 1990年 神戸大学教育学部専任講師
- 1994年 神戸大学国際文化学部助教授
- 1999年 青山学院大学文学部助教授
- 現在 青山学院大学文学部教授

## 著書
- 『源氏物語の文学史』東京大学出版会 2003.9
- 『高木市之助 文藝論の探求』近代「国文学」の肖像 第5巻　岩波書店、2021

### 共編著
- 『<うた>をよむ三十一字の詩学』小林幸夫,鈴木健一,錦仁,品田悦一,渡部泰明共編著 三省堂 1997.11
- 『物語・史伝選-古典講読「古文」「漢文」-文部科学省検定済教科書』木村博,鈴木日出男,三上英司共編著 筑摩書房 2000
- 『新編古典-文部科学省検定済教科書』木村博,鈴木日出男,鈴木幸夫,堀川貴司,三上英司,山口慎一共編著 筑摩書房 2007
- 『精選古典-漢文編-文部科学省検定済教科書』木村博,鈴木日出男,堀川貴司,三上英司共編著 筑摩書房 2007
- 『仲間と読む源氏物語ゼミナール』土方洋一共著 青簡舎 2008.6
- 『古典-文部科学省検定済教科書』木村博,鈴木日出男,鈴木健一,堀川貴司共編著 筑摩書房 2009
- 『2008年パリ・シンポジウム源氏物語の透明さと不透明さ』寺田澄江,藤原克己共編著 青簡舎 2009.9
- 『物語・評論選-古典講読「古文」-文部科学省検定済教科書』木村博,鈴木日出男共編著 筑摩書房 2010
- 『人生をひもとく 日本の古典』全6巻　久保田淳,鈴木健一,佐伯真一,鉄野昌弘,山中玲子共編著 岩波書店 2013.
- 『読解講義 日本文学の表現機構』安藤宏,渡部泰明共著 岩波書店 2014.3

### 訳注
- 『新版古今和歌集』(訳注 角川ソフィア文庫 2009.6

## 受賞・学術賞
- 青山学院学術褒賞(『源氏物語の文学史』東京大学出版会)(学校法人青山学院) 2004.10